# Orlando Luz
Orlando Moraes Luz (* 8. Februar 1998 in Carazinho) ist ein brasilianischer Tennisspieler.

## Karriere
Bei der Jugend-Ausgabe des Turniers in Wimbledon 2014 gewann er mit Marcelo Zormann zusammen den Titel der Doppelkonkurrenz. Bei den French Open im selben Jahr erreichte er außerdem das Finale im Doppel sowie das Halbfinale im Einzel. Des Weiteren gewann er mit Marcelo Zormann auch die Goldmedaille im Doppel der Olympischen Jugend-Sommerspiele 2014 in Nanjing.
Luz spielt hauptsächlich auf der Future Tour, wo er bislang zwei Titel im Doppel gewann.
2016 kam er in Rio de Janeiro bei den Rio Open durch eine Wildcard zu seinem Debüt auf der ATP World Tour. Er trat im Doppel an der Seite von Fabiano de Paula an, mit dem er in der ersten Runde an den Setzlistenersten Marcelo Melo und Bruno Soares mit 2:6, 3:6 scheiterte.
Seinen ersten Challenger-Titel gewann er im Juni 2019 an der Seite von Matías Franco Descotte in Little Rock.

## Erfolge
| Legende (Anzahl der Siege)  |
| Grand Slam                  |
| ATP World Tour Finals       |
| ATP World Tour Masters 1000 |
| ATP World Tour 500          |
| ATP World Tour 250 (1)      |
| ATP Challenger Tour (20)    |

| ATP-Titel nach Belag |
| Hartplatz (0)        |
| Sand (1)             |
| Rasen (0)            |

### Doppel

#### Turniersiege

##### ATP Tour
| Nr. | Datum         | Turnier | Belag | Partner      | Finalgegner                  | Ergebnis |
| --- | ------------- | ------- | ----- | ------------ | ---------------------------- | -------- |
| 1.  | 21. Juli 2024 | Båstad  | Sand  | Rafael Matos | Manuel Guinard Grégoire Jacq | 7:5, 6:4 |

##### ATP Challenger Tour
| Nr. | Datum              | Turnier        | Belag     | Partner                | Finalgegner                                     | Ergebnis          |
| --- | ------------------ | -------------- | --------- | ---------------------- | ----------------------------------------------- | ----------------- |
| 1.  | 9. Juni 2019       | Little Rock    | Hartplatz | Matías Franco Descotte | Treat Huey Max Schnur                           | 7:5, 1:6, [12:10] |
| 2.  | 6. Oktober 2019    | Campinas (1)   | Sand      | Rafael Matos           | Miguel Ángel Reyes Varela Fernando Romboli      | 6:72, 6:4, [10:8] |
| 3.  | 1. Februar 2020    | Punta del Este | Sand      | Rafael Matos           | Juan Manuel Cerúndolo Thiago Agustín Tirante    | 6:4, 6:2          |
| 4.  | 20. Februar 2021   | Concepción     | Sand      | Rafael Matos           | Sergio Galdós Diego Hidalgo                     | 7:5, 6:4          |
| 5.  | 25. April 2021     | Tallahassee    | Sand      | Rafael Matos           | Sekou Bangoura Donald Young                     | 7:62, 6:2         |
| 6.  | 19. Juni 2021      | Forlì          | Sand      | Sergio Galdós          | Pedro Cachín Camilo Ugo Carabelli               | 7:5, 2:6, [10:8]  |
| 7.  | 17. Juli 2021      | Iași           | Sand      | Felipe Meligeni Alves  | Hernán Casanova Roberto Ortega Olmedo           | 6:3, 6:4          |
| 8.  | 31. Juli 2021      | Triest         | Sand      | Felipe Meligeni Alves  | Antoine Hoang Albano Olivetti                   | 7:5, 6:76, [10:5] |
| 9.  | 7. August 2021     | Cordenons      | Sand      | Rafael Matos           | Sergio Galdós Renzo Olivo                       | 6:4, 7:65         |
| 10. | 11. September 2021 | Kiew           | Sand      | Alexander Nedowessow   | Denys Moltschanow Serhij Stachowskyj            | 6:4, 6:4          |
| 11. | 18. Dezember 2021  | Rio de Janeiro | Hartplatz | Rafael Matos           | Jamie Cerretani Fernando Romboli                | 6:3, 7:62         |
| 12. | 22. Januar 2023    | Piracicaba (1) | Sand      | Marcelo Zormann        | Andrea Collarini Renzo Olivo                    | kampflos          |
| 13. | 30. März 2024      | São Leopoldo   | Sand      | Marcelo Demoliner      | Liam Draxl Alexander Weis                       | 7:5, 3:6, [10:8]  |
| 14. | 22. Juni 2024      | Posen          | Sand      | Marcelo Zormann        | Jakob Schnaitter Mark Wallner                   | 5:7, 6:2, [10:6]  |
| 15. | 10. August 2024    | Bonn           | Sand      | Théo Arribagé          | Jeevan Nedunchezhiyan N. Vijay Sundar Prashanth | 6:2, 6:4          |
| 16. | 12. Oktober 2024   | Villa María    | Sand      | Marcelo Zormann        | Boris Arias Federico Zeballos                   | 0:6, 6:3, [10:4]  |
| 17. | 19. Oktober 2024   | Campinas (2)   | Sand      | Mateus Alves           | Tomás Barrios Vera Facundo Mena                 | 6:3, 6:4          |
| 18. | 16. November 2024  | Montevideo     | Sand      | Guido Andreozzi        | Mariano Kestelboim Franco Roncadelli            | 4:6, 6:3, [10:8]  |
| 19. | 2. Februar 2025    | Piracicaba (2) | Sand      | Guido Andreozzi        | Marcelo Demoliner Fernando Romboli              | 6:74, 6:2, [11:9] |
| 20. | 22. März 2025      | Murcia         | Sand      | Grégoire Jacq          | Jesper de Jong Mats Hermans                     | 6:4, 6:4          |

#### Finalteilnahmen
| Nr. | Datum        | Turnier           | Belag | Partner     | Finalgegner                         | Ergebnis |
| --- | ------------ | ----------------- | ----- | ----------- | ----------------------------------- | -------- |
| 1.  | 2. März 2024 | Santiago de Chile | Sand  | Matías Soto | Tomás Barrios Vera Alejandro Tabilo | 2:6, 4:6 |